# Boiga bengkuluensis
Espèce
Statut de conservation UICN

 DD  : Données insuffisantes
Boiga bengkuluensis  est une espèce de serpents de la famille des Colubridae.

## Répartition
Cette espèce est endémique d’Indonésie. Elle se rencontre dans la province de Bengkulu à Sumatra.

## Étymologie
Son nom d'espèce, composé de bengkulu et du suffixe latin -ensis, « qui vit dans, qui habite », lui a été donné en référence au lieu de sa découverte.

## Publication originale
- Orlov, Kudryavtzev, Ryabov & Shumakov, 2003 : A new Species of Genus Boiga (Serpentes: Colubridae: Colubrinae) and Color Atlas of Boigas from Bengkulu Province (Sumatra, Indonesia). Russian Journal of Herpetology, vol. 10, n. 1, p. 31-52